# Шугар Сити (Ајдахо)
Шугар Сити (енгл. Sugar City) град је у америчкој савезној држави Ајдахо.

## Демографија
По попису из 2010. године број становника је 1.514, што је 272 (21,9%) становника више него 2000. године.
| Група             | 2000.         | 2010.         |
| Белци             | 1.106 (89,0%) | 1.323 (87,4%) |
| Афроамериканци    | 2 (0,2%)      | 1 (0,1%)      |
| Азијати           | 10 (0,8%)     | 5 (0,3%)      |
| Хиспаноамериканци | 103 (8,3%)    | 165 (10,9%)   |
| Укупно            | 1.242         | 1.514         |